# Mitromica
Mitromica là một chi ốc biển, là động vật thân mềm chân bụng sống ở biển trong họ Costellariidae.

## Các loài
Các loài trong chi Mitromica gồm có:
- Mitromica africana (Rolàn & Fernandes, 1996)
- Mitromica calliaqua Rosenberg & Salisbury, 2003[3]
- Mitromica christamariae Salisbury & Schniebs, 2009[4]
- Mitromica cosmani Rosenberg & Salisbury, 2003[5]
- Mitromica decaryi (Dautzenberg, 1932)
- Mitromica dicksoni Rosenberg & Salisbury, 2003[6]
- Mitromica foveata (Sowerby II, 1874)[7]
- Mitromica gallegoi Rolán, Fernández-Garcés & Lee, 2010
- Mitromica gratiosa (Reeve, 1845)
- Mitromica jeancateae (Sphon, 1969)
- Mitromica oryza Rosenberg & Salisbury, 2003[8]
- Mitromica solitaria (C. B. Adams, 1852)
- Mitromica williamsae Rosenberg & Salisbury, 2003[9]